# Gynapteromyia carpatica
Gynapteromyia carpatica är en tvåvingeart som beskrevs av Boris Mamaev 1965. Gynapteromyia carpatica ingår i släktet Gynapteromyia och familjen gallmyggor.
Artens utbredningsområde är Ukraina. Inga underarter finns listade i Catalogue of Life.